# Wieladingen (Adelsgeschlecht)
Die Herren von Wieladingen waren ein Ministerialen- und Adelsgeschlecht, das im 13. und 14. Jahrhundert im Südschwarzwald nachgewiesen ist und dort auf der Burg Wieladingen saß. Die Herren von Wieladingen hatten Besitz zu beiden Seiten des Hochrheins und waren als Meier in Diensten des Damenstifts Säckingen. Im Laufe des 14. Jahrhunderts veräußerte die Familie einen Großteil ihres Besitzes, darunter schließlich auch das Meieramt, das an das Stift Säckingen zurückverkauft wurde. Mit Hartmann III. starben die Herren von Wieladingen Ende des 14. Jahrhunderts im Mannesstamm aus.

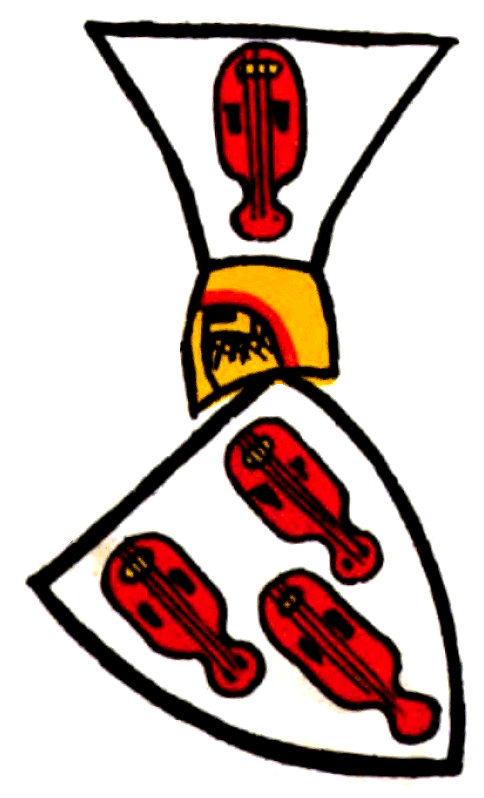
Wappen der Herren von Wieladingen in der Zürcher Wappenrolle, um 1340

## Stammliste
Die erste urkundliche Erwähnung eines Herren von Wieladingen erfolgte um das Jahr 1240. Die verwandtschaftlichen Beziehungen lassen sich nicht immer und für alle Familienmitglieder ermitteln, bekannt sind derzeit die folgenden Herren von Wieladingen:
- um 1240 wird ein Rudolf von Wieladingen genannt
  - 1265–1305 wird ein Ritter Ulrich von Wieladingen genannt, wahrscheinlich ein Neffe Rudolfs. Aufgrund einer Jahrzeitstiftung für Rudolf und dessen Sohn Wilhelm müssen diese vor 1265 gestorben sein. Nicht einordnen lassen sich Burkard und Heinrich von Wieladingen, letzterer ein Kleriker.
  - Für Ulrich I. (⚭ Gisela) sind die Kinder Ulrich II. Wieland (erwähnt zwischen 1278 und 1317), Rudolf II. (erwähnt zwischen 1278 und 1329) ⚭ Margarethe von Schliengen (erwähnt 1307–1318), Hartman I. (erwähnt zwischen 1278 und 1322) und weitere Kinder belegt
    - Ulrich II. (⚭ Anna von Wangen) hatte eine Tochter Verena, verheiratet mit Hermann III. von Bellikon und einen Sohn Hartman II. (belegt zwischen 1307 und 1323)
      - Hartmann II. (⚭ Verena von Hunwil) hatte einen Sohn Ulrich III., erwähnt zwischen 1333 und 1360 und vermählt mit Katharina von Grünenberg.
        - Mit Ulrichs III. Sohn Hartman III. (⚭ Verena von Dettingen), der von 1354 bis 1382 belegt ist und vor dem 25. Mai 1394 starb, starb die Familie wohl im Mannesstamm aus.

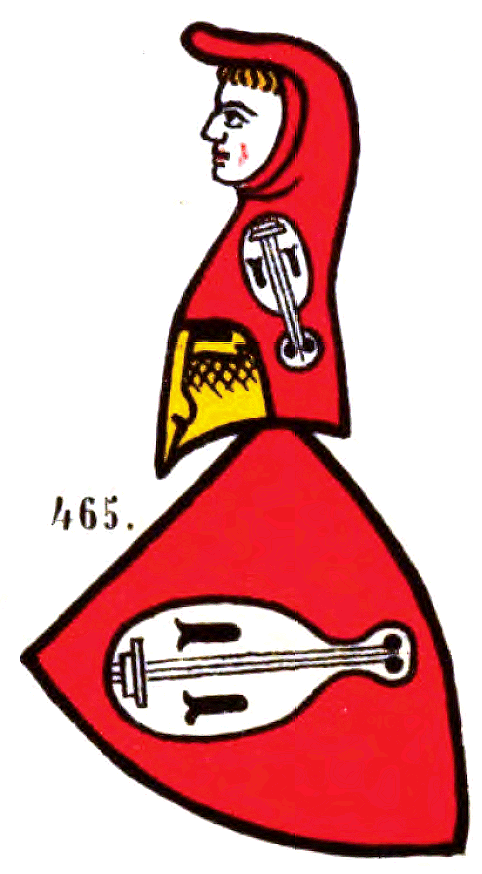
Wappen derer vom Stain in der Zürcher Wappenrolle, um 1340

Eine Stammverwandtschaft bestand wahrscheinlich zwischen den Herren von Wieladingen und den Herren von Stein. Zum einen besteht eine große Ähnlichkeit der beiden Wappen, die beide das Motiv der Fidel aufweisen. Zum anderen war das säckingsche Meieramt offenbar auf die beiden Familien aufgeteilt. Diese Aufteilung des Meieramtes könnte auf eine Erbteilung desselben hindeuten. Eine Möglichkeit ist, dass die Linienteilung des ursprünglichen Meiergeschlechts (und überhaupt die Aufteilung des Meieramtes) auf die Linienteilung der Habsburger in der Mitte des 13. Jahrhunderts zurückging, aus der neben der „älteren“ Linie (die später die römisch-deutschen Könige stellten) die „jüngere Linie“ Habsburg-Laufenburg hervorging. Bei dieser Linienteilung wurde auch die Kastvogtei über das Stift Säckingen unter den beiden Brüdern Albrecht IV. und Rudolf III. aufgeteilt, und möglicherweise führte dies auch zu einer Linien- und Aufgabenteilung der zugehörigen Ministerialen. Die Geographie der von den beiden Familien verwalteten Meierhöfe spricht dabei dafür, dass die Herren von Stein zur jüngeren Linie Habsburg-Laufenburg kamen, die Herren von Wieladingen zur älteren Linie. Mit zwei Zeugen namens Hartmann und Rudolf findet sich das Namensgut der späteren Herren von Wieladingen und Stein bereits in einer Urkunde 1207 in der Säckinger Ministerialität. Ob und wie die beiden Zeugen mit den beiden späteren Meierfamilien in Verbindung stehen, ist aber unklar.
Eine große Rolle der wahrscheinlichen Stammverwandtschaft lässt sich aus den späteren Urkunden nicht ersehen; zwar scheinen die Familien ein freundliches oder freundschaftliches Verhältnis gehabt zu haben, jedoch gibt es keine Hinweise auf ein weiter gepflegtes Verwandtschaftsverhältnis. Auch die ursprüngliche Zuweisung an die beiden Habsburger Familien scheint sich mit der Zeit umgekehrt zu haben. Etwa ab den 1270er Jahren näherten sich die Herren von Stein der älteren Habsburger Linie an, während die Wieladinger in den 1290er Jahren und wahrscheinlich im Zuge der Thronstreitigkeiten zwischen Albrecht von Österreich und Adolf von Nassau in das Gefolge der Grafen von Habsburg-Laufenburg eintraten.

## Besitz

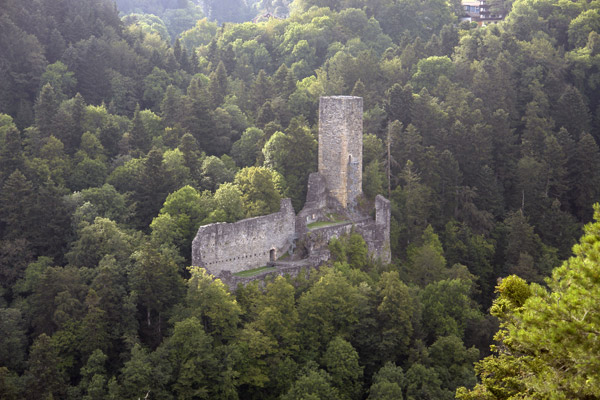
Ruine der Burg Wieladingen

### Meier des Stiftes Säckingen
Die Herren von Wieladingen standen als Meier im Dienst des Stifts Säckingen. Dieses hatte für seine Besitzungen im Fricktal und Südschwarzwald das Meieramt unter die Herren vom Stein und die Herren von Wieladingen aufgeteilt. Der Umfang des Wieladinger Verantwortungsbereichs wird erst im 14. Jahrhundert genauer fassbar. In einem Lehensrevers vom 16. November 1333 gibt Ulrich III. gegenüber Äbtissin Agness von Säckingen an, er habe das Meieramt über die Dinghöfe Hornussen, Murg, Oberhof, Herrischried und Stein und Schliengen als Mannlehen von seinem Vater erhalten. Zwischen 1333 und 1335 ging ihnen die Hälfte des Meieramts über diese Höfe an die Herzöge von Österreich verloren. Die verbliebene Hälfte, vermutlich jedoch ohne den Dinghof Schliengen, der zuvor bereits verloren gegangen war, veräußerte der letzte Wieladinger Hartmann III. 1373 für 875 Goldgulden an das Stift. Diese Hälfte wurde erstmals 1431 als „Kleines Meieramt“ bezeichnet. Die andere Hälfte gelangte bis um 1364, möglicherweise in Form eines Lehens von Österreich, an die Herren von Schönau, die um 1350 bereits die Herren vom Stein in deren Besitz und Meieramt beerbt hatten. Der Umfang des Meieramts der Steiner zusammen mit der ehemals den Wieladingern zugehörige Hälfte wurde erstmals 1428 als „Große Meieramt“ bezeichnet. Allerdings lässt sich dessen Gesamtumfang bereits in einem Lehensrevers von 1397 fassen. Vor dem frühen 15. Jahrhundert existieren die Bezeichnungen „Kleinmeier(amt)“ und „Großmeier(amt)“ jedoch nicht, sie sind für die Beschreibung von Zuständen des 13. und 14. Jahrhunderts anachronistisch und inhaltlich falsch. Anfang des 14. Jahrhunderts hatten die Herren von Wieladingen darüber hinaus auch das Meieramt über den Dinghof Stetten und einen Einzelhof in Schwörstadt inne, die sie aber beide infolge von Auseinandersetzungen mit dem Stift Säckingen um 1305/06 verloren. Auch der Dinghof Schliengen wurde ihnen in dieser Zeit entzogen, dem Lehensrevers von 1333 nach scheinen sie diesen aber in der Folge wieder an sich gebracht zu haben, wahrscheinlich im Lauf der 1320er Jahre.

### Weiterer Besitz
Neben dem stiftsäckingischen Meieramt besaßen die Herren von Wieladingen noch weitere Rechte und Güter zu beiden Seiten des Oberrheins, allerdings mit einem Schwerpunkt im Hotzenwald. Bei manchen Gütern handelte es sich um Stiftslehen, so zum Beispiel in Rheinsulz, Etzwihl, Alpfen und Birkingen. Bei anderen Gütern, Grundstücken und Rechten könnte Eigenbesitz vorgelegen haben, so z. B. in Nollingen, Hasel und „Alt-Wieladingen“. Größeren Besitz hatte die Familie wahrscheinlich bei Schwörstadt und dem östlich davon gelegenen Öflingen, darunter die Niedergerichtsbarkeit über Oberschwörstadt als habsburgisches Lehen und eine wahrscheinlich von ihnen errichtete Burg. Die beiden Orte, und insbesondere Schwörstadt, sollten wohl den Schwerpunkt einer vom Stift unabhängigen Herrschaft bilden. Dabei scheinen die Wieladinger sich aber widerrechtlich Stiftsgüter angeeignet zu haben, was 1305 zu einem Schiedsurteil mit für sie ungünstigem Ausgang führte (siehe unten).

### Burgen
Stammburg der Herren von Wieladingen war die gleichnamige Burg im Hotzenwald. Ihr oberer Teil kann baulich auf das frühe 13. Jahrhundert, die Unterburg auf das späte 13. oder frühe 14. Jahrhundert datiert werden. Es handelte sich bei ihr wahrscheinlich um eine „Amtsburg“, die das Stift Säckingen der Meierfamilie zur Verfügung stellte. Eine weitere Burg im Besitz des Geschlechts ist 1316 bei Schwörstadt urkundlich erwähnt, als die Gattin Hartmanns II. von Wieladingen ihren Anteil daran an die Gattin Heinrichs II. vom Stein verkaufte. Die Schwörstädter Burg wurde wahrscheinlich Ende des 13. Jahrhunderts von den Herren von Wieladingen dort errichtet und stand im Zusammenhang mit dem Versuch, sich in Schwörstadt einen zweiten, vom Stift Säckingen unabhängigen Besitzschwerpunkt zu schaffen. Aus Urkunden des 14. Jahrhunderts ergibt sich außerdem, dass eine ältere bzw. „alte“ Burg Wieladingen bestanden haben muss, in deren Nähe die Herren von Wieladingen ein Gut besaßen. Der Standort dieser Burg wird heute mit der „Heidenschmiede“ genannten Erhebung östlich des Dorfes Wieladingen identifiziert. Die Burg erscheint allerdings nur als Ortsangabe in den Urkunden und war im 14. Jahrhundert wahrscheinlich bereits ruinös. Ihre Funktion, Erbauer und Besitzverhältnisse sind nicht bekannt.

### Besitzentwicklung
Die Herren von Wieladingen sind urkundlich ab der Zeit um 1240 belegt, mit einer größeren Belegdichte aber erst seit Anfang des 14. Jahrhunderts. Bei den meisten dieser Urkunden handelt es sich um Verkäufe und Vergaben an das Stift Säckingen, an die Deutschordenskommende in Beuggen und an andere Familien, was in der Literatur als Zeichen finanzieller Schwierigkeiten gesehen wird. Im Jahr 1373 verkaufte Hartmann III. sogar die Reste seines Meieramts für 875 Goldgulden an das Stift Säckingen.
Mögliche Erklärungen für den wirtschaftlichen Niedergang der Familie sind zum einen die Erlangung der Ritterwürde und die damit verbundenen höheren Aufwendungen. Zum anderen scheint es, dass sie sich Ende des 13. Jahrhunderts eine eigene kleine Territorialherrschaft um Schwörstadt herum aufbauen wollte. Dort wurde zwischen 1278 und 1300 auch eine Burg errichtet. Dabei scheint es auch zu Entfremdungen von klösterlichem Besitz gekommen zu sein, woraufhin das Stift die Meierfamilie verklagte. Aufgrund eines Schiedsspruches 1305 musste Ulrich von Wieladingen das entfremdete Gut zurückgeben und Entschädigungen bezahlen, außerdem wurden ihm mit Schliengen und Stetten zwei Dinghöfe entzogen. Weitere Probleme ergaben sich möglicherweise, als Rudolf II. starb und sein Neffe Ulrich III. noch minderjährig war, wodurch das Meieramt der Familie wahrscheinlich für kurze Zeit verloren ging und Ulrich es 1333 nur noch als Mannlehen zurückerhalten konnte.

## Wappen

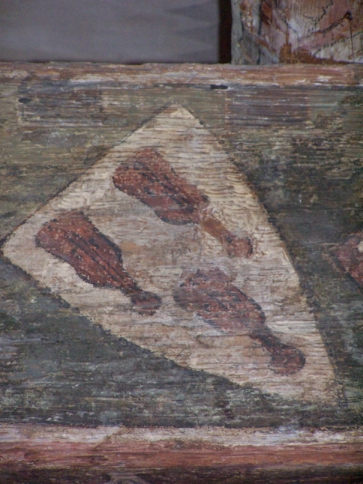
Wappen der Herren von Wieladingen auf dem Wappenbalken im „Schönen Haus“ zu Basel, um 1290/1300

Das Wappen der Herren von Wieladingen zeigt auf silbernem Grund drei gestürzte, d. h. nach unten zeigende, rote Fideln. Es ist unter anderem auf der um 1300/10 entstandenen Zürcher Wappenrolle aufgeführt. Nach diesem Vorbild nahm die Gemeinde Rickenbach, auf deren Gemarkung die Burgruine Wieladingen steht, eine rote gestürzte Fidel auf silbernem Grund in ihr Wappen auf. Auffallend ist die Ähnlichkeit zum Wappen der Herren vom Stein: Ihr Wappen zeigt eine rechtsschräg stehende silberne Fidel auf rotem Grund, wobei die zeitgenössische Farbgebung unklar ist, da sich aus dem 13. und 14. Jahrhundert nur Siegel erhalten haben. Die nur in einer deutlich späteren Abzeichnung erhaltene Abbildung des Wappens in der Zürcher Wappenrolle ist eine fehlerhafte Darstellung, da dort die Fidel nach unten zeigt.